# Сету

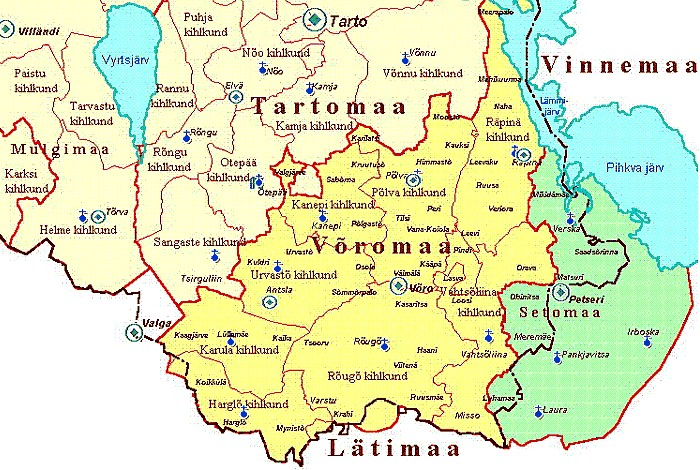
Територія проживання сету (позначена зеленим)

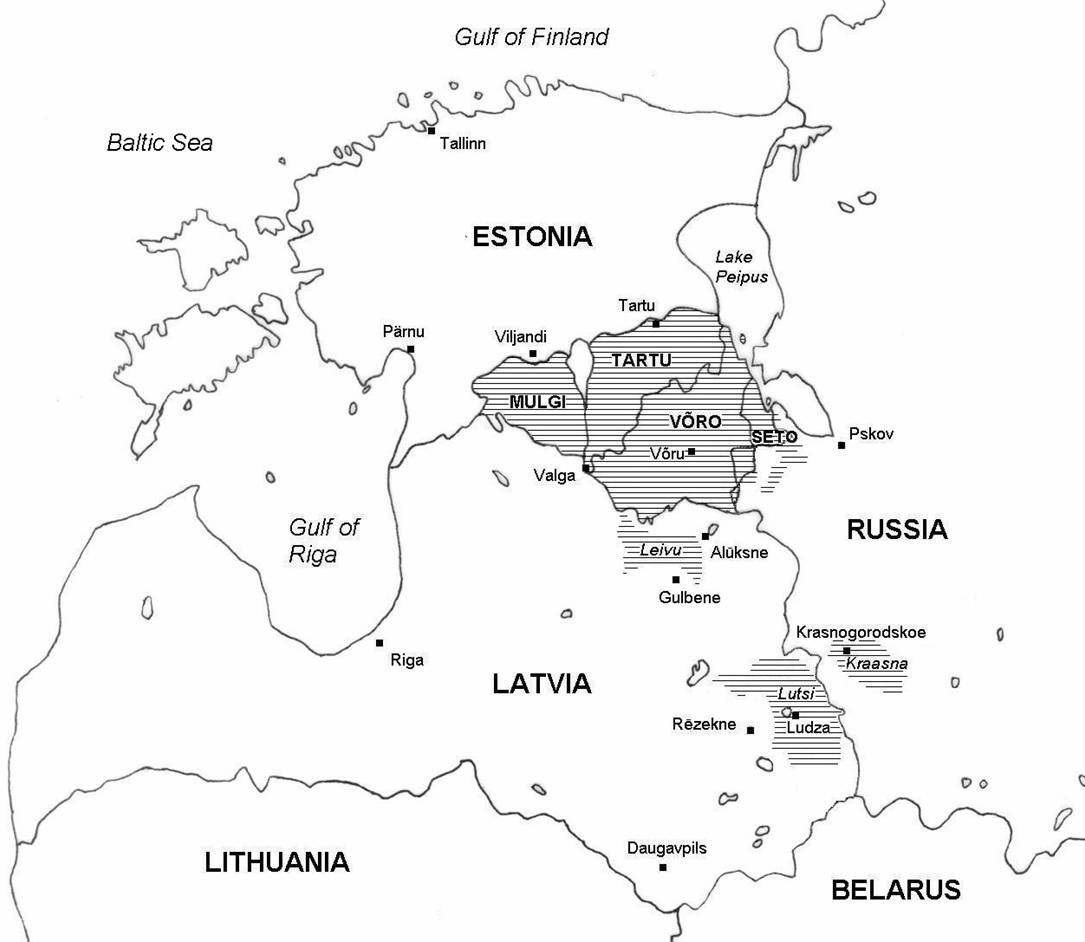
Розповсюдження мови сету (позначена Seto)

Національний прапор народу сету

Сету (сето, псковська чудь; сет. setokõsõq, setoq, ест. setukesed, setud) — нечисленний фіно-угорський народ на північному заході Східної Європи (Естонія, Латвія, Росія).
Історична область проживання народу сету має назву Сет(у/о)маа. На початок ХХІ сторіччя представники народу сету проживають у Печорському районі Псковської області Росії та прилеглих районах-повітах Естонії (Вирський і Полвський), що до 1920 року входили до складу Псковської губернії.
Точну чисельність сету встановити важко, але оскільки цей етнос, не внесений офіційно і дотепер у реєстри народів, що проживають на території РФ та Естонії, традиційно зазнавав значної асиміляції, фахівці схиляються до оцінювання, за яким кількість сету може сягати бл. 10 тис. осіб (за іншими даними — не більше 2—5 тис. осіб). Під час переписів сету традиційно враховують у складі естонців та/або росіян.
За даними перепису населення Росії 2002 року, в країні (майже всі у Псковській області) зафіксовано проживання 197 осіб, які самоідентифікували себе як сету. У селі Сигово Печорського району Псковської області діє музей-садиба народності сету.
В Естонії хоча сету офіційно і вважаються нацменшиною, деякі фахівці нерідко розглядають їх як субетнос естонців, а сетуська мова (вважається окремою самими сету) класифікується як вируський діалект естонської мови. У школах Естонії викладання провадиться са́ме нею, що зумовлює швидкий перехід на неї дітей сету і відмову від рідної говірки. На сьогоднішній день, а саме 2009 року, сетуську мову включено ЮНЕСКО до «Атласу мов світу, яким загрожує зникнення».
Розбіжність сету від естонців полягає і в релігійному плані — на відміну від них більшість сету є не лютеранами, а православними, коріння чого деякі вчені вбачають ще в християнізації доби Новгородської республіки і що, безперечно, було і лишається важливим чинником національної самоідентифікації.
Впродовж декількох століть, прийнявши і сповідуючи православ'я, сету не мали перекладу своєю мовою Писання, по суті зберігаючи дохристиянську духовність. Сусідні псковичі, пізніше — росіяни, нерідко не вважали сету православними, називаючи тих напіввірцями (рос. полуверцы), що іноді навіть правило за російський екзонім сету.